# Impington
Impington – wieś i civil parish w Anglii, w Cambridgeshire, w dystrykcie South Cambridgeshire. W 2011 civil parish liczyła 4060 mieszkańców. Impington jest wspomniana w Domesday Book (1086) jako Epintone.

## Etymologia nazwy
Nazwa ta najprawdopodobniej oznacza "przysiółek" lub "miejsce Empingów". Empingowie byli XVI-wiecznym plemieniem Anglosaskim, żyjącym na tych terenach. Nazwa tej miejscowości była zapisywana w różnych wersjach na przełomie wieków. W Domesday Book widnieje jako "Epintone". Zapisywano je również jako "Empinton", "Ympiton", "Impinton", "Hinpinton" czy też "Impynton" zanim nazwa ta została zapisana w wersji jaka obowiązuje do dziś

## Historia
Pierwszą wzmianką o Impington z nazwy była wzmianka z roku 991 kiedy to Książę z Brithnoth, a zarazem właściciel Impington pozostawił wioskę pod opieką opata z Ely a on sam udał się na wojnę przeciwko Duńczykom, którzy najechali na region. Po jego śmierci w bitwie pod Maldon, Impington stało się własnością opactwa w Ely.

## Kościół św. Andrzeja, Impington

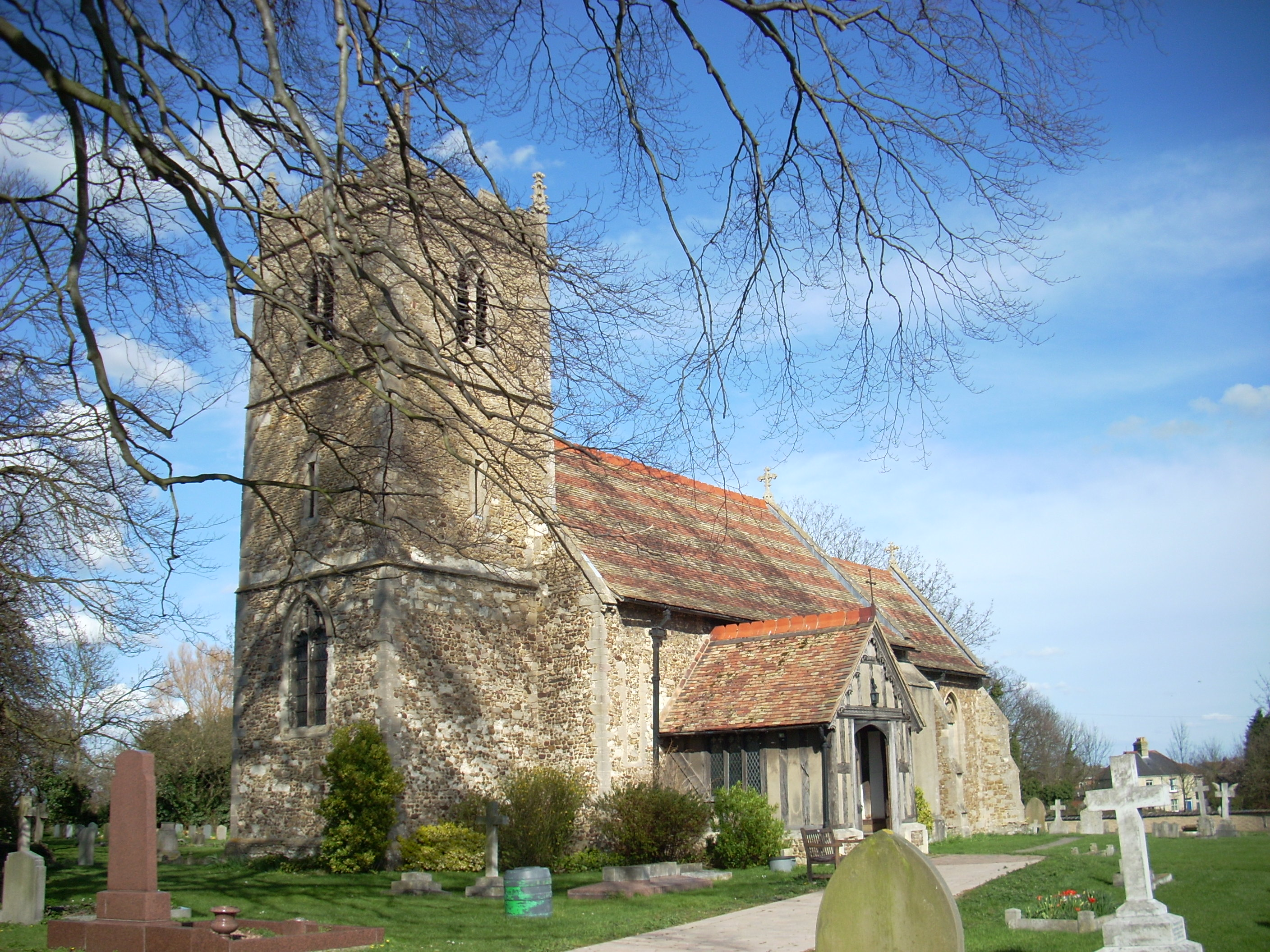
Kościół św. Andrzeja w Impington

Budynek został wybudowany około roku 1130 pod wezwaniem św. Etheldredy. Jego pierwszym przeznaczeniem nie była funkcja sakralna - kościoła parafialnego, stanowił on natomiast miejsce do przepisywania książek dla przeora z Ely. Pierwszy duchowny został mianowany dopiero w XIII w.; od tej pory kościół był przebudowywany, w tym w XIV i V wieku. Kościół został zbudowany z kamieni polnych oraz gruzów murarskich i materiał ten jest nadal widoczny. W wieży znajdują się 3 dzwony, a 2 z nich datuje się na XV w.

## Szkoła Narodowa w Impington
Szkołę w Impington wybudowano naprzeciw kościoła w 1846 r. Pomieszczenie szkolne miało pomieścić do 48 uczniów ale począwszy od roku 1880 było ono za małe by zmieścić uczniów z szybko rozrastającej się populacji. Szkoła została więc sprzedana a za pieniądz została zakupiona ziemia na Broad Close. Nowa szkoła została wybudowana. Miała 2 pomieszczenia klasowe mieszczące 72 uczniów.